# Майк Плуґ
Майкл Плуґ (англ. Michael G. Ploog; [pluːɡ]; нар. 13 липня 1940 або 1942) — американський художник-розкадрувальник і художник коміксів, а також візуальний дизайнер фільмів.
У коміксах Плуґ найбільш відомий своєю роботою над серіалами Marvel Comics Людина-Річ і Монстр Франкенштейна 1970-х років, а також як початковий художник над повнометражними фільмами «Примарний вершник» і «Нічний вовкулака». На його стиль того часу сильно вплинуло мистецтво Вілла Айснера, у якого він навчався.

## Життєпис

### Раннє життя та кар'єра
Народився в Манкато, штат Міннесота, Майк Плуґ був членом сім'ї з трьох братів і сестри, які спочатку виховувалися на фермі в Міннесоті. Він почав малювати, коли був маленькою дитиною, чию уяву розпалили такі старовинні радіодрами, як «Сержант Престон з Юкону» та «Димок зі ствола», а також такі антології трилерів, як «Таємниці святилища» та «Жахливі історії». Після того, як його батьки розлучилися та продали ферму, коли Плуґу було приблизно 10 або 11 років, його мати забрала дітей жити з собою в Бербанк, Каліфорнія. Плуґ вступив до Корпусу морської піхоти США, який залишив у 1968 році після 10 років. Ближче до кінця свого випуску він почав працювати в журналі Leatherneck Magazine, займаючись письменницькою діяльністю, фотографією та мистецтвом.
Приблизно в 1969 році він почав працювати над анімаційними телесеріалами про Бетмена та Супермена в лос-анджелеській студії Filmation, виконуючи те, що він називав «роботою з очищення для інших художників». У наступному сезоні його підвищили до роботи над макетами серій цих персонажів. «Макет, — згадував Плуг в інтерв'ю 1998 року, — це те, що відбувається між розкадровкою та фактичною анімацією; ви буквально компонуєте сцени. Ви більш-менш проектуєте фон, розміщуєте в ньому персонажів, щоб вони виглядали так, ніби вони насправді ходять по поверхні». У наступному сезоні він перейшов до студії Hanna-Barbera, де працював над макетами мультсеріалу Motormouse and Autocat і Wacky Races, а також над «першим пілотом Скубі-Ду; але нічого вражаючого. Це було гаразд; це була зарплата, розумієте? … У мене було дуже мало прагнень, тому що я не знав, куди мене приведе будь-що, що я роблю».
Колега Ганна-Барбера передала листівку, яку він отримав від письменника-художника Вілла Айснера, який шукав помічника у військовому навчальному виданні PS, The Preventive Maintenance Monthly. Плуґ був знайомий з ним ще з часів перебування в Корпусі морської піхоти, і добре знав мистецтво, хоча не ім'я художника. «Я копіював його роботу роками, — сказав Плуґ, — тому що я тривалий час робив наочні та навчальні посібники для військових».
У 1978 році Айснер згадував, що «Майк прийшов працювати на мене в 1967 році [sic; того року Плуґ ще був у морській піхоті]. Я шукав когось, хто міг би працювати над журналом PS … і Майк надіслав мені свій матеріал, або хтось надіслав його мені, я не пам'ятаю хто, і я опинився в Каліфорнії, вмовляючи Майка працювати в нас… У нас були дуже щасливі стосунки, можливо, два-три роки, чотири роки».
Плуґ переїхав до Нью-Йорка і залишився з Айснером трохи більше двох років. Як згадував Плуг:
|  | Вілл працював у "PS Magazine" приблизно з 1952 року, і [власники] вирішили: "Ми повинні віддати його комусь іншому". Знаєте, він ніби продовжив династію. Тож вони сказали: "Ну, Вілле, ти повинен щось зробити. Ти повинен або відмовитися від цього, або знайти якийсь спосіб зробити це". І Вілл подав ідею: я взяв контракт, Вілл став тіньовим партнером, а я переїхав через дорогу від офісу Вілла в інший офіс, який він мав. Я не знаю, чи здавав він його в оренду, але ми взяли його в суборенду у Вілла, і ми взяли на себе роботу над книгою. Потім цього стало забагато, тому що без партнера це не так вже й вигідно, але якщо у вас є партнер, то це стає абсолютно неприбутковим. |

### КоміксиMarvelі Примарний вершник
Зрештою, за пропозицією письменника Айснера Бена Оди, Плуґ увірвався в комікси у Warren Publishing, створюючи компанії історії для чорно-білих журналів коміксів жахів. Вестерн, який він показав Marvel, дозволив йому намалювати Werewolf by Night, прем'єра якого відбулася в Marvel Spotlight № 2 (лютий 1972). Як згадував Плуґ,
|  | Хтось сказав мені, що я повинен піти на Marvel, і я взяв західну стрічку, як не дивно, під назвою "Tin Star". ... Я пішов туди, і вони сказали, що робота занадто мультяшна і не в стилі Marvel. Тож я махнув на це рукою і повернувся додому, а менш ніж через тиждень мені подзвонили. Хотіли, щоб я повернувся знову. Тоді я пішов і поговорив з ними про те, щоб зняти "Ночного вовкулаку". |

Після трьох історій у Marvel Spotlight ця функція виділилася на окрему книгу. Плуґ потім допоміг запустити початкову версію надприродного мотоцикліста Примарного вершника Джонні Блейза в Marvel Spotlight № 5 (серпень 1972) і намалював наступні три пригоди.
Про особливості створення персонажа сперечаються. Рой Томас, письменник Marvel і головний редактор того часу, згадує,
|  | У "Шибайголові" я придумав персонажа на роль лиходія — дуже тьмяного персонажа — на ім'я Каскадер... мотоцикліст. Так чи інакше, коли Гері Фрідріх почав писати "Шибайголову", він сказав: "Замість Каскадера я хотів би зробити лиходієм дуже дивного мотоцикліста, на ім'я Примарний Мотоцикліст". Він не описав його. Я сказав: "Так, Ґері, є тільки одна проблема", а він якось дивно на мене подивився, бо ми були старими друзями з Міссурі, і я сказав: "Це надто гарна ідея, щоб бути просто лиходієм у "Шибайголові". Йому варто почати з власної книги". Коли Гарі не було на місці в день, коли ми збиралися його розробити, Майк Плуґ, який мав бути художником, і я розробили персонажа. У мене була ідея з головою-черепом, щось на кшталт комбінезона Елвіса "1968 Special", і так далі, а Плог намалював вогонь на голові, просто тому, що він думав, що це гарно виглядає. Гарі це сподобалося, тож вони пішли і зробили це. |

Фрідріх відповів, що
|  | Ну, у нас з Роєм, Майком і мною є певні розбіжності з цього приводу. Я неодноразово погрожував, що якщо Marvel опиниться в ситуації, коли вони знімуть фільм або зароблять на ньому багато грошей, я подам на них до суду, і, ймовірно, так і зроблю. ... Це була моя ідея. Це завжди була моя ідея, відколи ми вперше про це заговорили, це виявився хлопець з палаючим черепом, який їздить на мотоциклі. Плуґ, здається, думає, що палаючий череп був його ідеєю. Але, по правді кажучи, це була «моя» ідея. |

Плуґ згадував в інтерв'ю 2008 року:
|  | Існує багато суперечок про те, хто був творцем "Примарного гонщика". Гарі Фрідріх був його сценаристом. Вогняний череп: Це було велике поле для суперечок. Хто придумав полум'яний череп? Чесно кажучи, я не пам'ятаю. Що ще ви збиралися з ним робити? Ви не могли одягнути на нього шолом, тому це мав бути палаючий череп. Щодо костюму, то це була частина старого костюму [вестерну] Примарного Вершника, із західною панеллю спереду. Смуги на руках і ногах були лише для того, щоб я міг зробити костюм персонажа настільки чорним, наскільки це можливо, і при цьому зберегти його тіло. Це був найпростіший спосіб розробити його дизайн. |

Плуґ і письменник Гері Фрідріх співпрацювали над першими шістьма випусками «Чудовиська Франкенштейна» від Marvel (січ. — жовтень 1973), перші чотири з яких містили більш правдиву екранізацію роману Мері Шеллі, ніж здебільшого з'являлися в інших місцях; Історик коміксів Дон Маркштейн сказав: «Це було дотримання історії навіть до того, що монстр залишився в крижаній пастці наприкінці — тому, звичайно, п'ятий випуск почався з його порятунку». В інтерв'ю 1989 року Плуґ сказав: «Мені дуже сподобалося працювати над Франкенштейном, тому що я розповідав про цього наївного монстра, який блукав світом, про який він не знав — стороннього спостерігача, який дивився на все очима дитини». Наступного року Плуґ об'єднався з письменником Стівом Гербером над Людина-Річ № 5-11 (травень-листопад 1974), написавши схвалену критиками серію історій про мертвого клоуна, психічний параліч перед обличчям сучасного суспільства, та інші теми, далекі від звичайних коміксів того часу, з милим, але моторошним художнім стилем Плуґа, що відтіняє фірмовий інтелектуальний сюрреалізм Гербера.
Іншими регулярними титулами Плуґа в Marvel були Планета мавп, Кулл з Атлантиди і серія Нічний вовкулака. Плуґ також намалював оповідання Дона МакГрегора «Маніпулятори реальності» в журналі чорно-білих коміксів Marvel Preview № 8 (осінь 1976) та серію Дуґа Монча Дивний світ у кольоровому коміксі Marvel Premiere № 38 (жовтень 1977).
Він залишив Marvel через те, що він описує як «розбіжності з Джимом Шутером». Я переїхав на ферму в Міннесоті і погодився написати розмальовану історію «Дивний світ». Marvel відмовився від угоди після того, як я почав. Я не пам'ятаю подробиць, але це не важливо. Я думаю, що я був готовий рухатися далі. Ми з Марвел змінювалися. Я закінчив чорно-білу книгу Кулла, яка була моїм останнім коміксом за багато років". Річард Маршалл, редактор того, що мало стати 60-сторінковим «Дивним світом» Плуґа, і сценарист Монк для однієї з Marvel Super Special серії одиночних знімків, сказав у той час, що Плуґу дали чотири місяці, щоб завершити мистецтво, і коли стало очевидно, що крайній термін не буде дотримано, домовилися опублікувати оповідання двома частинами по 30 сторінок, даючи Плуґу ще два місяці. Плуґ надіслав Marvel фотокопії першої 31 сторінки, і отримав за це гроші. Протягом цього часу Marvel надавав контракти на роботу за наймом своїм фрілансерам, багато з яких, у тому числі Плуґ, Френк Бруннер, Джек Кірбі, Дон МакҐреґор, Роджер Слайфер і Роджер Штерн, відмовилися підписати контракти, що призвело до припинення роботи для Marvel. Плуг «відмовився від проекту», — сказав Маршалл, і зберіг свою оригінальну ілюстрацію. Сценарій Монча зрештою був опублікований як 106-сторінкова історія, проілюстрована олівцем Джоном Бушемою, тушшю Руді Небресом і аерографом-колористом Пітером Леджером у трьох частинах «Воїни царства тіней» у Marvel Super Special № 11-13 (весна — осінь) 1979).
Marginalia включає деякі роботи для журналу Heavy Metal у 1981 році та три резервні функції «Luke Malone, Man Hunter» у назві Atlas/Seaboard Police Action № 1-3 (лютий, квітень, червень 1975), першу з яких він також написав.

### Пізніша кар'єра
Плуґ повернувся в кіноіндустрію. За його словами, він працював у пост-продакшні над фільмом «Мисливці на привидів» («Усе, що ви бачили на коробках із пластівцями, — це мої картини») і з режисером Ральфом Бакши над анімаційними повнометражними фільмами «Чарівники», Володар перснів, і Гей, красунчику. Він був художником-постановником у фільмі «Майкл Джексон: Місячна хода» (1988), і займався розкадровкою або виконав іншу роботу над дизайном фільмів, зокрема «Щось» Джона Карпентера, Супермен 2, Маленький магазин жахів і Нестерпна легкість буття та, за його словами, кілька проектів компанії Джима Генсона, як-от фільми «Темний кристал», «Лабіринт» і телесеріал «Оповідач».
У перервах між фільмами Плуґ проілюстрував «Життя та пригоди Санта-Клауса» Френка Баума (1992;ISBN 0-7567-6682-6), графічну новелу, що була адаптована до повісті «Дивовижний чарівник країни Оз» 1902 року.
Разом зі старим колегою Стівом Ґербером Плуґ намалював один кадр Malibu Comics Ultraverse Sludge: Red X-Mas (грудень 1994 року), але в іншому випадку залишався осторонь коміксів ще на десять років, перш ніж об'єднатися з ветераном письменництва Джоном Марком ДеМаттейсом у фентезі CrossGen Abadazad (травень 2004).
У Плуґа є ілюстровані картки для колекційної карткової гри Magic: The Gathering.

### Комікси та журнали

#### Warren Publishing
- Creepy № 44 («Сон») (1972)
- Eerie № 35 («The Tower of the Demon Dooms»); № 40 («Мозок Франкенштейна») (1971-72)
- Vampirella № 14 («Весільний подарунок») (1971)

#### Marvel Comics
- Дивовижні пригоди № 12 (інкер) (Звір) (1972)
- Конан Варвар № 57 (1975)
- Crazy Magazine № 1 («Kung Fooey»); 4 («Вал»); № 7 («The Tattlele Heart») (1973-74)
- Дракула живе № 4 («Стакувальник страху») (1974)
- Франкенштейн № 1-6 (1973)
- Kull The Destroyer № 11-15 (1973-74)
- Людина-річ №5-11; Людина гігантського розміру № 1 (1974)
- Marvel Fanfare № 24 (Дивний світ) (1984)
- Marvel Premiere № 38 (Дивний світ) (1977)
- Marvel Preview № 8 («Маніпулятори реальністю») (1976)
- Marvel Spotlight № 2–4 (Нічний перевертень); #5-8 (Примарний вершник) (1972-73)
- Marvel Super Action #1 («Потворне дзеркало в дивовижному світі») (1976)
- Планета мавп № 1-4, № 6-8, № 11, № 13-14, № 19 (1974-76)
- Дикий меч Конана № 34 («Дзеркала Тузун Тун») (Kull) (1978)
- Нічний вовкулака № 1-7, № 13-16 (1972-74)

#### Big Apple Productions
- Big Apple Comix («The Silent Minority») (1975)

#### Pacific Comics
- Twisted Tales № 2 («Over His Head») (1983)

#### First Comics
- Classics Illustrated № 9 — Пригоди Тома Сойєра (1990)

#### Tundra Publishing
- Життя та пригоди Санта-Клауса Френка Баума (1992)

#### Malibu Comics
- Sludge Red X-Mas № 1 (1994)

#### CrossGen Comics
- Абадазад (2004)

#### Image Comics
- The Stardust Kid № 1-3 (2005)

#### Boom! Studios
- The Stardust Kid № 4-5 (2006-07)

#### Dark Horse Comics
- The Goon Noir № 1 («Коли Френкі втратив милість») (2006)

#### Full Circle Publications
- Thicker Than Blood № 1-3 (з Саймоном Біслі) (2007-08)

#### DC Comics
- Дух (серія 2007) № 14, № 31-32 (2008-09)
- Дух (серіал 2010) № 9 («The Christmas Spirit») (2011)

### Інтерв'ю
- JM DeMatteis: Fantasy Life, Comics Bulletin, 14 січня 2004 р.
- Dematteis & Ploog Together Again Бенджамін Онг Панг Кін, Newsarama, 3 грудня 2004 р.
- Інтерв'ю Майка Плуга, сторінки 1 і 2, Alter Ego № 62 (жовтень 2006), передруковано в Newsarama. 7 жовтня 2006 року